# Іфігенела шаблінська
Іфігенела шаблінська (лат. Iphigenella shablensis) — вид ракоподібних родини іфігенелових (Iphigenellidae) ряду бокоплавів (Amphipoda). Один із 3-х видів роду у фауні світу та України. Понто-каспійський ендемік. Раритетний вид ракоподібних, занесений до Червоної книги України та ряду інших природоохоронних документів.

## Опис
Дрібний бокоплав. Довжина тіла самки 2—4 мм, самця — до 5 мм. Антени II помітно коротші ніж антени I. Проподус у гнатоподів I менший ніж у гнатоподів II. I —III сегменти уросоми несуть чотири групи шипів. 

## Поширення
Понто-каспійський ендемік. В Україні відмічений у гирлі Дунаю, Інгулу, у Дніпровсько-Бузькому лимані. За межами України поширений у Болгарії в озері Шабла, у Каспійському морі.

## Місця перебування
Мешкає в дельтах річок і лиманах, переважно в мулі серед заростей очерету. 
Чисельність незначна і складає 2—3 особини на 1 м² дна. Основною причиною зниження чисельності є забруднення води. 

## Особливості біології
Вид солонуватоводний (олігогалінно-прісноводний), оксифільний, стенобатний (мешканець прибережної зони водойм), евритермний (здатний витримувати значні коливання температури води).

## Охорона
У межах ареалу місцями спостерігається тенденція до зниження чисельності популяції виду і тому в ряді регіонів він потребує охорони. Так, іфігенела шаблінська занесена до Червоної книги України (охоронна категорія: рідкісний вид), а також ряду міжнародних природоохоронних документів, зокрема до Червоного списку МСОП (вразливий вид) та Червоної книги Чорного моря (вразливий вид на світовому рівні).
Загрозами для природних популяцій виду є забруднення водойм, знищення заростей очерету.
Іфігенела шаблінська охороняється в Болгарії, для цього на озері Шабла створено природоохоронний заповідник. Необхідні подальші дослідження щодо виявлення і заповідання місць компактного проживання виду.